# Steinach an der Ens

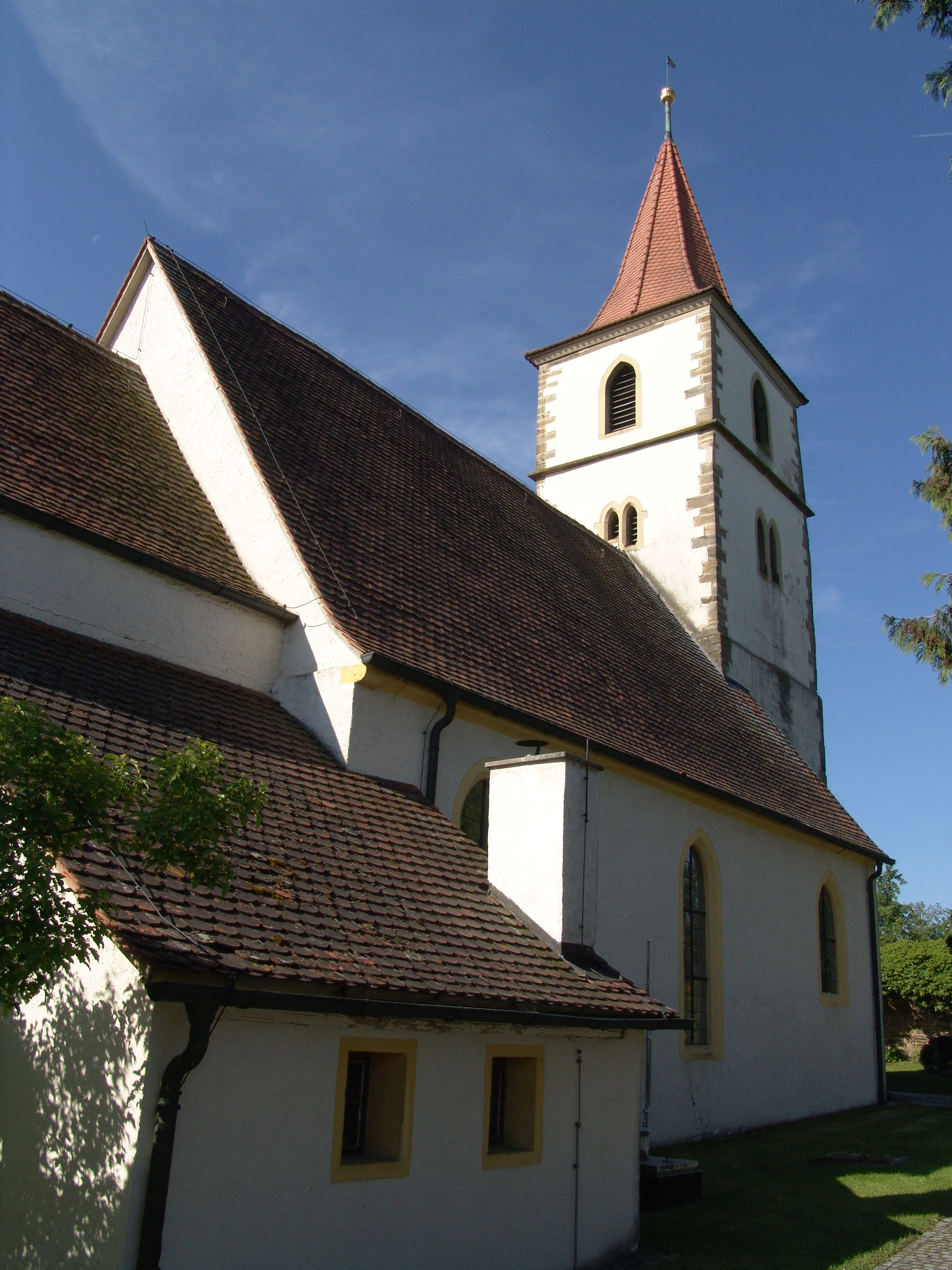
St. Maria

Steinach an der Ens ist ein Gemeindeteil der Gemeinde Gallmersgarten im Landkreis Neustadt an der Aisch-Bad Windsheim (Mittelfranken, Bayern). Die Gemarkung Steinach an der Ens hat eine Fläche von 4,955 km². Sie ist in 602 Flurstücke aufgeteilt, die eine durchschnittliche Fläche von 8230,30 m² haben.

## Geografie
Das Pfarrdorf liegt an der Ens. 0,5 km südlich des Ortes liegt der Hutbuck, 0,5 km südöstlich das Waldgebiet Vogelsang. Die Bundesstraße 470 führt nach Steinach bei Rothenburg ob der Tauber (0,8 km östlich) bzw. zur Anschlussstelle 107 der Bundesautobahn 7 (1 km westlich). Die Kreisstraße AN 30/NEA 31 führt nach Habelsee zur AN 32 (2,2 km nordwestlich). Eine Gemeindeverbindungsstraße führt nach Gallmersgarten (1,1 km nordöstlich).

## Geschichte
Steinach, auch Dorfsteinach genannt, wurde um 870 gegründet. Seit dem 14. Jahrhundert gibt es in dem Ort die Kirche St. Maria. Zur Kirchengemeinde gehören Endsee, Gallmersgarten und Steinach/Bahnhof. 1743 hatte die Kirchengemeinde 432 Mitglieder, 1758 waren es 500, aktuell sind es 700.
Unter Führung des französischen Generals Ezéchiel de Mélac zündeten im November 1688 französische Mordbrenner 18 Häuser an und richteten Schäden in Höhe von mindestens 3656 Gulden an.
Im Jahre 1802 gab es 30 Haushalte, die alle der Reichsstadt Rothenburg untertan waren.
Mit dem Gemeindeedikt (frühes 19. Jahrhundert) wurde der Steuerdistrikt Steinach gebildet. Zu diesem gehörten Endsee, Gypshütte, Habelsee, Landthurm, Reichelshofen, Seemühle und Steinachenmühle. Wenig später entstand die Ruralgemeinde Steinach mit dem Ort Landthurm. Sie war in Verwaltung und Gerichtsbarkeit dem Landgericht Rothenburg zugeordnet und in der Finanzverwaltung dem Rentamt Rothenburg ob der Tauber (1919 in Finanzamt Rothenburg ob der Tauber umbenannt). Ab 1862 übernahm das Bezirksamt Rothenburg ob der Tauber die Verwaltung (1939 in Landkreis Rothenburg ob der Tauber umbenannt) und das Stadt- und Landgericht Rothenburg ob der Tauber die Gerichtsbarkeit (1879 in Amtsgericht Rothenburg ob der Tauber umbenannt). Die Gemeinde hatte 1964 eine Gebietsfläche von 4,946 km². Am 1. Januar 1974 wurde diese im Zuge der Gebietsreform in Bayern nach Gallmersgarten eingegliedert.

### Baudenkmäler
- Evangelisch-lutherische Pfarrkirche St. Maria, Turm und Chor 14. Jahrhundert, Langhaus 1608; mit Ausstattung; Kirchhofmauer. In der Kirche wurde 1559 der Humanist Kaspar Brusch zu Grabe gelegt.[12]
- Rothenburger Landhege, Reste der Wallgrabenanlage, 15.–16. Jahrhundert; nördlich des Ortes[12]

### Einwohnerentwicklung
Gemeinde Steinach an der Ens
| Jahr      | 1818  | 1840  | 1852   | 1855   | 1861   | 1867   | 1871   | 1875   | 1880   | 1885   | 1890   | 1895   | 1900   | 1905   | 1910   | 1919   | 1925   | 1933   | 1939   | 1946   | 1950   | 1952   | 1961   | 1970   |
| Einwohner | 236   | 218   | 259    | 248    | 236    | 254    | 260    | 255    | 285    | 266    | 280    | 299    | 290    | 277    | 252    | 267    | 273    | 276    | 251    | 410    | 411    | 387    | 302    | 277    |
| Häuser    | 41    | 47    |        |        |        |        | 44     |        |        | 58     | 53     |        | 52     |        |        |        | 59     |        |        |        | 57     |        | 63     |        |
| Quelle    | [ 7 ] | [ 9 ] | [ 14 ] | [ 14 ] | [ 15 ] | [ 16 ] | [ 17 ] | [ 18 ] | [ 19 ] | [ 20 ] | [ 21 ] | [ 14 ] | [ 22 ] | [ 14 ] | [ 23 ] | [ 14 ] | [ 24 ] | [ 14 ] | [ 14 ] | [ 14 ] | [ 25 ] | [ 14 ] | [ 10 ] | [ 26 ] |

Ort Steinach an der Ens
| Jahr      | 001818 | 001840 | 001861 | 001871 | 001885 | 001900 | 001925 | 001950 | 001961 | 001970 | 001987 | 002014 |
| Einwohner | 233    | 209    | 225    | 232    | 240    | 253    | 220    | 325    | 225    | 215    | 222    | 184    |
| Häuser    | 40     | 46     |        |        | 50     | 45     | 45     | 47     | 50     |        | 59     |        |
| Quelle    | [ 7 ]  | [ 9 ]  | [ 15 ] | [ 17 ] | [ 20 ] | [ 22 ] | [ 24 ] | [ 25 ] | [ 10 ] | [ 26 ] | [ 27 ] | [ 2 ]  |

## Religion
Der Ort ist seit der Reformation evangelisch-lutherisch geprägt und Sitz der Pfarrei St. Maria. Die Katholiken waren ursprünglich nach St. Johannis (Rothenburg ob der Tauber) gepfarrt, heute ist die Pfarrei St. Bonifaz (Bad Windsheim) zuständig.